# オリバー・クロムウェル (庶民院議員)
サー・オリバー・クロムウェル（Sir Oliver Cromwell　1562年頃 - 1655年8月28日）は、イングランドの政治家。
オリバー・クロムウェルの叔父。イングランドの庶民院の議員。

## 生涯
ヒンチンブルックのヘンリー・ウィリアムズと、ロンドン市長ラルフ・ウォーレンの娘である妻ジョーンの長男で相続人として生まれた。
いくつかの地方事務所を歴任した。
1585 年にはハンティンドンシャーの召集船長を務め、スペイン無敵艦隊の時にはハンティンドンシャーで育った人々を担当する士官の 1 人だった。
1596 年にハンティンドンの記録官であった 1598 年から 1599 年までケンブリッジシャーとハンティンドンシャーの保安官を務めた。
1585年頃から治安判事。